# Aus diesem kühlen Grunde
Aus diesem kühlen Grunde ist eine halb scherzhafte Redewendung, die häufig verwendet wird, wenn der Sprecher aus einem – seiner Meinung nach – eindeutigen Sachverhalt eine Entscheidung oder Lagebeurteilung ableitet. Meist ist die Folgerung für die Angesprochenen eher unwillkommen.
Wer diese Wendung heute gebraucht, weiß selten, dass sie ihren Witz aus der Doppeldeutigkeit des deutschen Wortes Grund und aus einem einst allbekannten Volkslied zieht. Joseph von Eichendorff schrieb 1807 in Rohrbach das Gedicht In einem kühlen Grunde, da geht ein Mühlenrad …
In der Vertonung von Friedrich Glück gehörten diese Verse etwa ein Jahrhundert lang zu den populärsten in deutscher Sprache.
Im Studentenmilieu wurde dann aus dem kühlen Waldesgrund die kühle Begründung für eine Schlussfolgerung.